# Falsobrium minutum
Falsobrium minutum är en skalbaggsart som beskrevs av Maurice Pic 1931. Falsobrium minutum ingår i släktet Falsobrium och familjen långhorningar.
Artens utbredningsområde är Laos. Inga underarter finns listade i Catalogue of Life.